# Perszeusz makedón király
Perszeusz (görögül Περσεύς; Kr. e. 212 – Kr. e. 166 vagy Kr. e. 162), az ókori hellenisztikus Makedónia utolsó királya az Antigonidák közül (uralkodott Kr. e. 179-től Kr. e. 168-ig), V. Philipposz gyermeke volt. Uralkodása alatt keveredett Makedónia abba a konfliktusba, melynek végeztével a Római Köztársaság felszámolta a terület önállóságát (harmadik római–makedón háború).

## Útja a trónig
Gyermek- és ifjúkoráról nem sokat tudunk, még anyja kiléte is kétséges (Livius szerint egy ágyastól származott, Plutarkhosz pedig elcserélt gyermeknek tartja, ám elképzelhető, hogy mindkét álláspont téves), mindenesetre kezdettől fogva őt tekintették legitim trónörökösnek fivéreivel, Démétriosszal és Philipposszal szemben. Először Kr. e. 200-ban hallunk róla, amikor az illírek ellen vívott háború során a pelagóniai szorost védő hadsereg élére nevezték ki a még zsenge korú gyermeket; Kr. e. 189-ben szintén hadat vezetett, ezúttal az épeiroszi Amphilokhia ostromát vezette, ám az aitól szövetség csapatai megfutamították.
A Kr. e. 180-as években a korábban túszként Rómában raboskodó Démétriosz rendkívüli népszerűségre tett szert az itáliai nagyhatalom vezetése körében, ami kiváltotta a trónörökös féltékenységét. Várható volt, hogy az alattvalók körében közkedvelt herceget Philipposz halála után Róma támogatni fogja a trón elnyerésében, így saját örökösödését biztosítandó Perszeusz sötét intrikákba kezdett, melyek végeztével Kr. e. 179-ben hamis levelekre hivatkozva sikerült kivégeztetnie Démétrioszt. Philipposz állítólag rájött a csalásra, és tervezte Perszeusz félreállítását, ám rövidesen bekövetkező halála megkadályozta ebben, így Perszeusz örökölhette a makedón trónt.

## Felkészülés a visszavágásra
Makedónia a második római–makedón háborút lezáró Kr. e. 196-os béke értelmében elvesztette minden korábbi hellaszi befolyását, haderejének létszámát pedig 5000 főben maximálták. A rómaiak árnyékában ez utóbbi rendelkezést sikerült évi négyezer ember újrasorozásával kijátszani, de a korábbi nagyhatalmi státusz elérése még mindig távoli célnak bizonyult. Perszeusz a rossz tapasztalatok birtokában tovább készült a bosszúra, noha első dolga királyságának elismertetése volt a senatusban.
A revansra való felkészülés érdekében belső bázisát erősítette meg – amnesztiát hirdetett, visszavonta atyja népszerűtlen intézkedéseit –, illetve erős nemzetközi szövetséget kívánt kiépíteni. II. Prusziasz, Bithünia királya a nővérét kapta feleségül, míg jómaga IV. Szeleukosz Philopatór lányát, Laodikét vette feleségül, de még a Rómával korábbi baráti viszonyát ellenségeskedésre változtató aitól szövetség és általában a többi görög polisz felé is nyitott, akik szívesen vették a „felszabadító”, de mindinkább fejükre növő Róma elleni fellépést. A makedón király az országával szomszédos thrák, illír és kelta törzsekkel is igyekezett baráti kapcsolatot ápolni, hogy onnan is biztosítsa határait. Mindezt Róma egyre ellenségesebben figyelte, és ennek csak tápot adott az, hogy a dardánok Perszeuszt okolták az ellenük indult basztarna támadások miatt, illetve hogy olyan hírek terjedtek, miszerint makedón követség járt Karthágóban. Rossz szemmel nézték, hogy Perszeusz lerohanta a dolopszokat, majd erődemonstráció gyanánt serege élén bevonult Delphoiba.
A közvetlen indítékot a háború kirobbantására a Rómával szövetséges Pergamon királya, II. Eumenész szolgáltatta. Kr. e. 172-ben Itáliába utazott, ahol részletes beszámolót tartott Perszeusz  erejéről és terveiről, majd hazafelé menet Delphoi környékén majdnem meggyilkolták – minden valószínűség szerint a makedón király szolgálatában álló gonosztevők. A senatus ezt követően római tisztviselők elleni merényletekről is hírt adott, feltüzelve a lakosságot, így Kr. e. 171-ben az egyetértésükkel indulhatott meg a harmadik római–makedón háború. Perszeusz, noha sokkal felkészültebb volt ellenfeleinél, még próbálkozott egy békítő követség küldésével, ám az dolgavégezetlenül tért haza. Addigra már készen állt a Publius Licinius Crassus consul vezette római expedíciós erő, amely rövidesen átkelt Épeiroszba.

## A harmadik makedón háború
A makedón király haditanácsot tartott Pellában, ami a háború mellett döntött, és rövidesen sikerült mintegy 39000 gyalogost és 4000 lovast kiállítania, hála az atyja által kialakított hadseregfeltöltési rendszernek. A két sereg Thesszáliában, a Péneiosz völgyében találkozott, és a két lovasság összecsapása makedón győzelemmel végződött. Perszeusz azonban a támadás helyett békét kért, amit Crassus pökhendi módon visszautasított. Az év hátra levő részében komoly műveletek nem történtek, Perszeusz pedig zavartalanul visszavonult Makedóniába.

A püdnai csata

Kr. e. 170-ben Aulus Hostilius Mancinus került a római hadak élére, de flottája az euboiai Oreosznál vereséget szenvedett, és miután egy sikertelen kísérletet tett, hogy betörjön Makedóniába az Elümiotisz szorosán keresztül, nem mozdult Thesszáliából. Ezt kihasználva Perszeusz a dardánokra tört, akiktől nagy zsákmánnyal tért haza, majd a télen Illíria földjére vonult, hogy Genthiosz királyt a szövetségesévé tegye, ám sem ezzel, sem hasonló célzatú akarnaniai expedíciójával nem ért el sikert. Kr. e. 169-ben aztán Quintus Marcius Philippus érkezése váratlan fordulatot hozott: a római hadvezér áttört az Olümposz lábánál Makedóniába, Perszeusz pedig pánikban hagyta el erős állásait Dionnál, visszavonulva egészen Püdnáig. Philippus azonban ellátási gondok miatt nem tudta követni, így a makedónok hamarosan visszaszerezték elveszett területeiket.
A háború elhúzódása és a rómaiak kudarcai egyre nagyobb szimpátiát keltettek a hellénekben Perszeusz iránt, és mind többen emeltek szót az érdekében Rómában. II. Prusziasz és a rhodosziak az enyhe békefeltételek mellett álltak ki a senatus előtt, és még a köztársasághoz mindig hű pergamoni Eumenész is felajánlotta Perszeusznak, hogy támogatja. Perszeusz azonban nem volt hajlandó megfizetni a közvetítést, így elesett a lehetőségtől. Hasonlóan hibás döntés volt, hogy – a források szerint szintén szűkmarkúságból – nem fogadta fel azt a 20 000 kelta zsoldost, akik Galatiából érkeztek a szolgálatára. Ráadásul mivel a görög városok támogatására sem szánt elegendő pénzt, egymaga volt kénytelen felvenni a harcot a rómaiakkal.
Kr. e. 168-ban Lucius Aemilius Paullus consul vette a kezébe az irányítást. Mivel a makedón állásokat az Enipeusznál áttörhetetlennek ítélte, Scipio Nasica vezetése alatt serege egy részét a Püthion-hegy felé küldte, így a bekerítéstől félve Perszeusz ismét visszavonult Püdnáig. Itt Kr. e. 168. június 22-én került sor a döntő ütközetre. A püdnai csata a phalanx megállíthatatlan rohamával indult, ám miután a sorok felbomlottak a térség egyenetlenségei miatt, a római légionáriusok közéjük férkőzve súlyos mészárlást vittek végbe. A makedón lovasság és maga Perszeusz elmenekült. A király először Pellában keresett menedéket, majd Amphipoliszba ment, ahol ötszáz krétai zsoldosával hajóra szállt, és a szentélyéről híres Szamothrakén keresett menedéket. A Cnaeus Octavius praetor vezette római flotta rövidesen blokád alá vonta a menedékszigetet, és a király sikertelen szökési kísérletét követően megadta magát családjával együtt.
Paullus, aki diadalával kiérdemelte a Macedonicus agnoment, barátságosan fogadta Perszeuszt, akit Kr. e. 167-ben fogolyként magával vitt Rómába, és november 30-án felvonultatta káprázatos triumphuszán. Ezután börtönbe, majd Paullus közbenjárására vidéki házi őrizetbe került Alba városába családjával együtt. Az ókori források sem halálának okát, sem időpontját illetően nem értenek egyet. A szerzők szerint két-öt évig élt még tisztes rabságban, és vagy önkéntesen éheztette magát halálra, vagy őrei kegyetlensége (nem hagyták aludni) végzett vele.
Az utolsó makedón király országát a rómaiak négy részre osztották, melyek köztársasági berendezkedést kaptak. Trónörököse, azaz öccse, Philipposz, akit korábban adoptált, szintén Albában halt meg, röviddel Perszeusz után. Két házasságáról és két gyermekéről tudunk, noha első feleségének neve nem ismert (Livius szerint Perszeusz maga végzett asszonyával). Laodikétől egy lánya és Alexandrosz nevű fia született, akik gyermekként kerültek Itáliába. Alexandrosz később közjegyző lett, és feljegyezték róla, hogy járatos volt a fémvésésben. Kr. e. 149-ben egy bizonyos Andriszkosz magát Philipposznak, Perszeusz fiának adta ki, lázadást robbantva ki a római uralom ellen Makedóniában.